# José Gonzalo Sánchez
José Gonzalo Sánchez  (Totoró, Cauca, Colombia, 1900 - Ibidem, 11 de septiembre de 1949) fue un político, comunista y líder indígena colombiano conocido por haber sido Presidente de la Confederación Campesina e Indígena, cofundador del Partido Comunista Colombiano y candidato como Formula vicepresidencial de Eutiquio Timoté a las elecciones presidenciales de 1934 por el Partido Comunista Colombiano.

## Biografía
José Gonzalo Sánchez nació en la población de Miraflores dentro del municipio de Totoró, Cauca en el año 1900, su madre fue María Rafaela Sánchez, indígena de la etnia Totoroez, realizó sus estudios de primaria entre 1911 y 1916, en la escuela masculina de Totoró. Fue al terminar sus estudios y con 16 años donde José Gonzalo conoció la lucha de Quintin Lame y se volvió fiel seguidor de este, llegando a ser conocido como uno de sus colaboradores y secretarios más cercanos, debido a esto fue capturado en el municipio de Silvia en el año 1917 y estuvo encarcelado hasta el año 1919. Tras el encarcelamiento de Quintin Lame, José Gonzalo asumió gran parte del liderazgo de los pueblos indígenas de Cauca, Tolima y Huila. En 1921 y tras lanzar varios panfletos donde se exponían las terribles condiciones de las comunidades indígenas y la necesidad de los mismos de tener representación en el congreso, José Gonzalo logró tener un encuentro con el presidente Jorge Holguín quien asumió la presidencia tras la renuncia de Marco Fidel Suárez.

### Representante de las comunidades Indígenas del suroccidente
Junto a Eutiquio Timoté establecieron el Consejo Supremo de Indios en Llanogrande, Organización que buscaba el restablecimiento de los resguardos indígenas eliminados durante las reformas agrarias de 1905 y 1921, es así que en 1924 múltiples comunidades indígenas de los municipios de Cajibío, Chaparral, San Vicente del Caguán, Natagaima y Coyaima le eligen como representante de sus comunidades y vocero de los intereses de las mismas, la gran popularidad de José Gonzalo y otros líderes indígenas causó conmoción dentro de las elites conservadoras y los terratenientes que veían en estos movimientos y organizaciones un peligro latente para sus intereses, es así que les acusaron injustamente de mascares cometidas en varias comunidades indígenas, fue en una de estas donde es capturado en Quintin Lame en 1922.

### Fundación del Partido Comunista Colombiano y Distanciamiento con Quintín Lame

Logo del Partido Comunista Colombiano cofundado por José Gonzalo

En el año 1930 y tras un lento distanciamiento con las posturas de Quintín Lame y el Partido Socialista Revolucionario funda junto a disidentes de este el Partido Comunista Colombiano el cual se alía con la Internacional Comunista formando parte por el resto de su vida del comité central del mismo, es así que José Gonzalo establece que los intereses de los indígenas solo se puede alcanzar plenamente mediante la Revolución, es así que a finales del año 1932 José Gonzalo viaja a la Unión Soviética para estudiar en la Escuela Internacional Lenin siendo uno de los 3000 seleccionados para el programa creado por la Internacional Socialista para la formación de líderes Marxistas en todo el mundo.

### Papel en el Partido Comunista y Carrera Política
Tras volver de sus estudios José Gonzalo se dedicó a trabajar con las comunidades indígenas del suroccidente de Colombia. Sus objetivos dentro del Partido se volcaron a tres puntos principales, la creación de las ligas indígenas, la creación de las ligas campesinas y la organizaciones sindicales. En 1935 es enviado como representante del partido Comunista Colombiano a Moscú al VII Congreso de la Internacional Comunista, gracias a la participación activa de José Gonzalo el Partido Comunista encontró su fuerte en las comunidades indígenas de Cauca, Tolima, y la Sierra Nevada de Santa Marta. Impulsó la creación de nuevos resguardos, la creación de una seccional Indígena dentro del Ministerio de Educación Nacional, la adopción de los alfabetos indígenas y a la enseñanza bilingüe dentro de las comunidades.
Entre 1936 y 1938 fue elegido como concejal del municipio de Silvia

### Candidatura a la Vicepresidencia
En el año 1934 José Gonzalo aspiro de forma simbólica a la vicepresidencia junto a Eutiquio Timoté, en esta elección perdieron de manera aplastante frente al liberal Alfonso López Pumarejo.
| Candidato a presidente          | Partido o movimiento            | Votos   |
| ------------------------------- | ------------------------------- | ------- |
| Alfonso López Pumarejo          | Liberal                         | 938,808 |
| Eutiquio Timoté                 | Comunista                       | 3,401   |
| Otros votos, blancos y anulados | Otros votos, blancos y anulados | 1.427   |
| Total de votos válidos          | Total de votos válidos          | 942.209 |

### Muerte
Tras el magnicidio de Jorge Eliecer Gaitán el ambiente político del país se volvió realmente tenso, principalmente frente a los políticos conservadores y lo terratenientes, que en pos de defender sus intereses llevaron a cabo el asesinato de varios líderes indígenas, entre ellos José Gonzalo, es así que en 1949 es elegido como concejal del municipio de Totoró pero no puede asumir su curul debido a que muere por envenenamiento el 11 de septiembre de 1949. Su hermano Tránsito Sánchez, afirma que la familia Angulo, de la oligarquía Caucana pago a un indígena del resguardo indígena de Paniquita (vereda Campoalegre) de nombre Zoilo Camayo para que envenenará a José Gonzalo, este lo hizo poniéndole veneno al café que tomó José Gonzalo, se conoció que Zoilo fue el asesino después de que su hija de cuatro años tomara las sobras del café de José Gonzalo y también cayera muerte, tras este hecho Zoilo Camayo se suicidó.